# Comuna Olîva, Ivankiv
Olîva (în ucraineană Олива) este o comună în raionul Ivankiv, regiunea Kiev, Ucraina, formată din satele Olîva (reședința), Starovîci și Zaharivka.

## Demografie
Componența lingvistică a comunei Olîva
     Ucraineană (97,01%)
     Rusă (2,99%)
Conform recensământului din 2001, majoritatea populației comunei Olîva era vorbitoare de ucraineană (97,01%), existând în minoritate și vorbitori de rusă (2,99%).